# Pollonia
Pollonia är en ort i Grekland.   Den ligger i prefekturen Kykladerna och regionen Sydegeiska öarna, i den sydöstra delen av landet, 150 km sydost om huvudstaden Aten. Pollonia ligger 1 meter över havet och antalet invånare är 272. Den ligger på ön Milos Island.
Terrängen runt Pollonia är kuperad åt nordost, men åt sydväst är den platt. Havet är nära Pollonia norrut.  Närmaste större samhälle är Kímolos, 5,6 km nordost om Pollonia. 